# Giuseppe Mosca
Giuseppe Mosca (* 1772 in Neapel; † 14. September 1839 in Messina) war ein italienischer Opernkomponist.

## Biografie
Giuseppe Mosca ist der ältere Bruder des Komponisten Luigi Mosca. Nach einem Studium der Musik am Conservatorio di Santa Maria di Loreto unter seinem Lehrer Fedele Fenaroli debütierte er 1791 mit Silvia e Nardone in Rom. In den folgenden Jahren schuf er diverse weitere Werke für Mailand, Venedig und Turin mit unterschiedlichem Erfolg. 1803 wechselte er für einige Zeit als „maestro di cembalo“ an das Théâtre-Italien in Paris. Ab 1809 wieder in Italien.
Gegen Gioachino Rossini strengte Mosca 1812 nach der Darbietung von La pietra del paragone ein Plagiatsverfahren an, Rossini habe die Technik, ein Crescendo anzulegen, dem Vorbild in seiner Oper I pretendenti delusi nachgeahmt. 1813 UA seines Hauptwerkes Don Gregorio in Imbarazzo, in Rom.
Von 1817 bis 1820 wirkte Mosca in Palermo als Musikdirektor des Teatro Carolino, von 1820 bis 1827 in Mailand und anschließend in Messina. Er schrieb insgesamt etwa 40 Opere buffe und serie.

## Werke

### Opern
- Silvia e Nardone (Februar 1791, Teatro Nuovo, Rom)
- La vedova scaltra (Karneval 1796, Teatro Tordinona, Rom)
- Il folletto (1797, Teatro Nuovo, Neapel)
- Chi si contenta gode (29. April 1798, Teatro Apollo, Rom)
- I matrimoni liberi, opera buffa in zwei Akten (25. August 1798, Teatro alla Scala, Mailand)
- Ifigenia in Aulide (Karneval 1799, Teatro Argentina, Rom)
- Amore e dovere (1799, Teatro delle Dame, Rom)
- L’apparenza inganna (Herbst 1799, Teatro San Moisè, Venedig)
- Rinaldo ed Armida (26. Dezember 1799, Teatro della Pergola, Florenz)
- La Gastalda ed il lacchè (Karneval 1800, Teatro San Samuele, Venedig)
- La gara fra Valafico e Limella (Sommer 1800, Venedig)
- Il sedicente filosofo (Nov. 1801, Teatro alla Scala, Mailand)
- La vipera ha beccato i ciarlatani (Herbst 1801, Teatro Regio, Turin)
- Ginevra di Scozia ossia Ariodante, Libretto von Gaetano Rossi (Karneval 1802, Teatro Regio, Turin)
- La fortunata combinazione, opera buffa in zwei Akten, Libretto von Luigi Romanelli (17. Aug. 1802, Teatro alla Scala, Mailand)
- Sesostri, Libretto von Apostolo Zeno und Pietro Pariati (26. Dezember 1802, Teatro Regio, Turin)
- Chi vuol troppo veder diventa cieco, opera buffa in zwei Akten, Libretto von Luigi Romanelli (2. Juli 1803, Teatro alla Scala, Mailand)
- Emira e Conalla (1803, Teatro S. Agostino, Genua)
- Monsieur de Montaciel (Herbst 1810, Teatro Carignano, Turin)
- Con amore non si scherza (14. April 1811, Teatro alla Scala, Mailand, mit Marietta Marcolini und Claudio Bonoldi)
- I pretendenti delusi (7. September 1811, Teatro alla Scala, Mailand, mit Marietta Marcolini und Claudio Bonoldi)
- I tre mariti (Karneval 1812, Teatro San Moisè, Venedig)
- Il finto Stanislao Re di Polonia (Karneval 1812, Teatro San Moisè, Venedig)
- Gli amori e l’arme, Libretto von Giuseppe Palomba (29. März 1812, Teatro San Carlo, Neapel)
- Le bestie in uomini, farsa in zwei Akten, Libretto von Angelo Anelli, mit Marietta Marcolini (23. Mai 1812, Teatro alla Scala, Mailand)
- Romilda, ossia L’amor coniugale (26. Januar 1813, Teatro Ducale, Parma)
- La diligenza a Joigni, ossia Il collaterale (1813, Teatro dei Fiorentini, Neapel); 2022 als Die Poststation in der Neuburger Kammeroper
- Don Gregorio in imbarazzo (1813, Teatro dei Fiorentini, Neapel)
- L’avviso al pubblico, opera buffa in zwei Akten, Libretto von Gaetano Rossi (4. Januar 1814, Teatro alla Scala, Mailand, mit Francesca Maffei Festa) [auch als Il matrimonio per concorso in Turin, Herbst 1814]
- Il fanatico per l’Olanda (Karneval 1814 Teatro del Corso, Bologna)
- Carlotta ed Errico (Herbst 1814, Teatro dei Fiorentini, Neapel)
- I viaggiatori, ossia Il negoziante pesarese (22. Oktober 1814, Teatro Ducale, Parma)
- Don Desiderio, ovvero Il disperato per eccesso di buon cuore (April 1816, Teatro dei Fiorentini, Neapel)
- La gioventù di Enrico V (11. September 1818, Teatro della Pergola, Florenz)
- Attila, ossia Il trionfo del Re de’ Franchi (1818, Teatro S. Cecilia, Palermo)
- I due fratelli fuorusciti, ovvero Li giudici senza dottrina (26. September 1819, Teatro Marsigli-Rossi, Bologna)
- Emira, regina d’Egitto (6. März 1821, Teatro alla Scala, Mailand, mit Adelaide Tosi)
- La sciocca per astuzia, opera buffa in zwei Akten, Libretto von Luigi Romanelli (15. Mai 1821, Teatro alla Scala, Mailand, mit Teresa Belloc-Giorgi und Domenico Donzelli)
- La dama locandiera, opera buffa in zwei Akten, Libretto von Luigi Romanelli (8. April 1822, Teatro alla Scala, Mailand)
- La poetessa errante (Frühjahr 1822, Teatro Nuovo, Neapel)
- Federico II, Re di Prussia (Dezember 1824, Teatro San Carlo, Neapel)
- L’abate dell’Epée (27. Juni 1826, Teatro San Carlo, Neapel)

### Andere Arbeiten
- La moglie virtuosa, ossia Costanza Ragozzi (Ballett, 1798, Mailand)
- Tomiri regina d’Egitto (Ballett, 1802, Turin)
- Salve regina für Sopran und Orgel
- Sinfonia C-Dur
- Sinfonia für Cembalo D-Dur